# Пономарёв, Павел Петрович
Павел Петрович Пономарёв (1872 — не ранее 1921) — русский богослов, ординарный профессор Казанской духовной академии.

## Биография
Родился в Казани в 1872 году.
Окончил Казанскую духовную академию, в которой затем преемником заслуженного профессора Е. А. Будрина на кафедре догматического богословия.
После революции был профессором на рабфаке Политехнического института, преподавателем на первых пехотных красноармейских курсах, на общеобразовательных курсах для взрослых. Работал инструктором политики экономического кружка на 16-х пехотных курсах по подготовке ударной группы политработников. Был вызван 19 апреля 1921 года повесткой в казанский ЧК; арестован не был, но в октябре 1921 года был приговорён по делу преподавателей Казанской духовной академии за «нарушение Декрета ВЦИК от 23.01.1918 года» к одному году заключения (условно).
Главные его труды: 
- Догматические основы христианского аскетизма по творениям восточных писателей аскетов IV века (с введением истории подвижничества вообще и христианского в частности до III века включительно) / Соч. Павла Пономарева. — Казань: типо-лит. Имп. ун-та, 1899. — [2], 212, VI, 4, [1] с. (магистерская диссертация)
- «О значении аскетической литературы» («Православный собеседник». — 1900. — № III; отд. изд.)
- «Учение св. Кирилла, архиепископа александрийского, об евхаристии» («Православный собеседник». — 1903. — № V и VI)
- «Учение св. Иоанна Златоустого об евхаристии» («Православный собеседник». — 1904. — № IV и V)
- «Учение Фомы Аквината о таинстве евхаристии» («Православный собеседник». — 1905. — № VII—VIII)
  - Учение Фомы Аквината о таинстве евхаристии (по поводу Письма еп. Графтона. Церковный вестник за 1903 г., № 43-44). — Казань: Центр. тип., 1905. — 27 с.
- цикл статей «Из истории Св. предания» («Православный собеседник». — 1901, 1903, 1904, 1906)
- Священное предание, как источник христианского ведения : Учение о св. предании в древ., преимуществ. вост. церкви. — Казань : Центр. тип., 1908. — [2], LXXXVI, 586, V с.
- О спасении. Вып. 1. — Казань, 1917 (Центр. тип.) — II, 224, II с.

Был женат, имел двоих детей.